# Lessonia
A Lessonia a madarak (Aves) osztályának verébalakúak (Passeriformes) rendjébe és a királygébicsfélék (Tyrannidae) családjába tartozó nem.

## Rendszerezésük
A nemet William John Swainson írta le 1832-ben, az alábbi 2 faj tartozik:
- Lessonia oreas
- sarkantyús királygébics (Lessonia rufa)

## Előfordulásuk
Dél-Amerika területén honosak. Természetes élőhelyeik a szubtrópusi vagy trópusi füves puszták, mocsarak, tavak, folyók és patakok környékén. Vonuló fajok.

## Megjelenésük
Testhosszuk 11,5–12,5 centiméter körüli.

## Életmódjuk
Kisebb rovarokkal táplálkoznak.